# 139233 Henych
139233 Henych este o planetă minoră (asteroid), cu un diametru de 3,248 km, din centura de asteroizi. A fost descoperită pe 25 aprilie 2001 la Ondřejovská hvězdárna⁠(d) de Peter Kušnirák⁠(d). 
Obiectul prezintă o orbită caracterizată de o semiaxă mare de 2,6354167026453 UAi, o excentricitate de 0,16504180503279, o înclinație de 10,767494836782 ° în raport cu ecliptica.